# Othello (Washington)
Pour les articles homonymes, voir Othello.
Othello est une ville du comté d'Adams dans l'État de Washington aux États-Unis. Au recensement de 2000, la ville comptait 5 847 habitants. Othello est souvent désignée comme la ville au cœur du Columbia Basin Project. Elle est située approximativement à 160 km au sud-ouest de Spokane, à 290 km à l'est de Seattle et environ 40 km au sud de l'Interstate 90 à l'intersection des autoroutes 17 et 26 de l'État de Washington. Othello dispose de nombreuses activités en plein air. Le « Columbia National Wildlife Refuge » (littéralement un refuge pour la faune et la flore) est à 8 km de la ville et permet la chasse, la pêche, le cyclisme et l'observation de la biodiversité. Othello possède aussi plusieurs parcours de golf.

## Histoire
Les premiers colons blancs à s'installer dans la zone étaient deux frères, Ben et Sam Hutchinson, qui construisirent, en 1884, une cabane le long du Crab Creek. Un afflux d'« autosuffisant » commença au début du XXe siècle et un bureau de poste fut installé en 1904. Le bureau fut nommé Othello en raison d'un autre bureau de poste appelé Othello dans le comté de Roane dans le Tennessee.
En 1907, la « Chicago, Milwaukee, St. Paul and Pacific Railroad » exploitait une voie de chemin de fer traversant le comté d'Adams. La compagnie de chemin de fer faisait officiellement un arrêt dans la ville pour se fournir en eau nécessaire au fonction des machines à vapeur. Celui-ci garda le nom d'Othello et on construisit un réseau d'aiguillage et une rotonde en bois. Bien que celle-ci ait brulé en 1919, elle fut remplacée par une structure en brique qui a duré plusieurs années. Les entreprises et les colons continuèrent à s'installer, et la ville fut incorporée le 31 mai 1910. À cette époque la voie de chemin de fer était le terminus oriental du second secteur électrifié de la Milwaukee Road's, la Pacific Extension, qui s'est étendu jusqu'à Tacoma dans l'État de Washington.
Le Bureau of Reclamation installa des bureaux à Othello en 1947, afin d'empêcher cette ville de disparaitre avec le déclin du transport ferroviaire après la Seconde Guerre mondiale. Au début des années 1950, le Colombia Basin Project irrigua le secteur d'Othello augmentant autant l'agriculture que le commerce. Avant cela, l'eau venait uniquement du Crab Creek et de puits. L'eau arrivait par le canal est entre le lac Billy Clapp et le réservoir Scootenay dans le comté de Franklin. Une fois que l'irrigation fut installée, une loterie fut organisée à Othello, le 31 mai 1952, 42 noms furent tirés au sort(parmi plus de 7 000 participants) pour avoir le privilège d'acheter cette surface nouvellement
habitable.
De 1951 à 1972, le 637e escadron radar opéra à la station radar d'Othello à côté de la ville. En 1958, une usine à glace ouvrit dans la ville pour recharger les wagons de transports alimentaires frigorifiques. L'emballage de produit surgelé s'installa dans la ville au début des années 1960 et est depuis la principale industrie de la ville.
Depuis 1998, Othello accueille le Festival de la Grue du Canada, célébrant l'arrivée annuelle de l'animal dans le Columbia National Wildlife Refuge.

## Géographie
Selon le bureau du recensement des États-Unis, la ville couvre une surface totale de 7,8 km2 entièrement recouverte de terre.

## Démographie
D'après le recensement de 2000, il y avait 5 847 habitants, 1 788 ménages et 1 412 familles résidant dans la ville. La densité de population était de 752,5 h.km−2. Le brassage ethnique de la cité était de 54,18 % de Blancs, 1,01 % d'Amérindiens, 1,01 % d'Asiatique, 0,53 % d'Afro-Américain, 0,09 % d'Océaniens, 39,54 % d'une autre « race » et de 3,64 % d'habitants appartenant à plusieurs « races ». Les Hispaniques de n'importe quelle race représentaient 63,75 % de la population.
Sur les 1 788 ménages, 48,8 % d'entre eux avait un enfant âgé de moins de 18 ans vivant chez eux, 60,6 % était des couples vivant ensemble, 13,5 % était des femmes au foyer sans mari, et 21,0 % n'avaient pas de famille. 17,4 % de tous les ménages était composé d'un seul individu et 7,2 % était des individus seuls âgés de plus de 65 ans. La taille moyenne des ménages était de 3,24 personnes et celle des familles était de 3,66 personnes.
La répartition de l'âge de la population s'agençait de la façon suivante : 36,1 % des habitants avait moins de 18 ans, 12 % avait entre 18 et 24 ans, 26,3 % avait entre 25 et 44 ans, 17,1 % avait entre 45 et 64 ans et 8,6 % avait plus de 65 ans. L'âge moyen était de 26 ans. Pour 100 filles, il y avait 103,3 garçons, et pour 100 filles mineures il y avait 100,7 garçons.
Le revenu moyen par ménage à Othello était de 24 510 € et le revenu moyen des familles était de 25 311 €. Les hommes gagnaient en moyenne 23 002 € par an contre 17 364 € pour les femmes. Le revenu par tête d'Othello était de 9 234 €. Environ 18,4 % des familles et 24,0 % de la population vivaient sous le seuil de pauvreté, dont 33,5 % de mineurs et 5,3 % de plus de 65 ans.

## Personnages célèbres
- Irvin Salinas alias Pee Wee